# Nayim
Mohamed Alí Amar, conocido como Nayim (Ceuta, España, 5 de noviembre de 1966) es un exfutbolista español. Se desempeñaba como centrocampista.

## Trayectoria como jugador
Empezó su carrera como profesional en las categorías inferiores del F. C. Barcelona, promovido por el entonces entrenador del conjunto catalán Terry Venables. Era habilidoso, de una técnica excelente pero indisciplinado en ocasiones. Logró formar parte en diversas ocasiones en la selección nacional sub-21 y llegó a militar en el primer equipo azulgrana, con el que ya había debutado la campaña anterior, en la temporada 1987-1988, aunque disputó muy pocos partidos.
Fichó por el Tottenham Hotspur de la Premier League inglesa en el ejercicio siguiente, donde pronto se hizo con la titularidad y con el apoyo de la afición inglesa, debido a sus excelentes actuaciones contra el gran equipo rival del conjunto londinense, el Arsenal. Permaneció durante casi cinco temporadas en la escuadra británica.
Fichó por el Real Zaragoza, a finales de la temporada 1992-1993. Con este club logró sus mayores éxitos como futbolista. No obstante, no llegó a alcanzar la titularidad hasta pasado un tiempo, debido al excepcional momento de forma de José Aurelio Gay. En el año 1994 consiguió la Copa del Rey española frente al Celta de Vigo en la tanda de penaltis. Pero su mayor hazaña como futbolista la logró el 10 de mayo de 1995, en París, donde se proclamó campeón de la Recopa de Europa. Cuando faltaban apenas 10 segundos para la conclusión de la prórroga y con empate a 1 en el marcador, volvió a protagonizar el papel de "bestia negra" del Arsenal y marcó el gol decisivo con una parábola desde 49 metros. Fue un gol espectacular, calificado en algunos medios como el mejor gol marcado jamás en una final.
Sin embargo, este fue el punto culminante de su carrera, ya que ese mismo verano, el club vendió a Esnáider, una de sus grandes estrellas, y otros de sus jugadores llegaron al ocaso de sus carreras, con lo que el equipo vio una regeneración. En la temporada 95-96 apenas pudo marcar un solo gol en Anoeta y formó parte del grupo de eternas glorias que abandonó el conjunto de La Romareda, lastimosamente, por la puerta de atrás: (Pardeza, Paquete Higuera, Cedrún, Belsué, Cáceres, Poyet, etc.)
Sus últimos días como jugador de fútbol los pasó en el Logroñés que alternó durante unos años su estancia en Primera y Segunda división española.

## Tras su retirada
Una vez colgadas las botas, Nayim es nombrado asesor deportivo del Gobierno Autonómico de Ceuta, presidido entonces por el GIL.
Posteriormente comienza a ejercer como segundo entrenador, primero con Carlos Terrazas y después con Ramón María Calderé, antes de ser nombrado director de la escuela de fútbol de la AD Ceuta.
El 27 de diciembre de 2009, se anunció su fichaje como segundo entrenador del Real Zaragoza.
En mayo de 2016, se confirma que será el director deportivo de la A.D. Ceuta F.C. elegido por Luhay Hamido, exconcursante de Gran Hermano.
En 2019 se incorpora como comentarista a la mesa de "Directo Gol" en el canal deportivo GOL TV.

## Anécdotas
En el 2006 la localidad zaragozana de Trasmoz fue la primera en dedicar una de sus calles al gol marcado por Nayim en la final de la Recopa de Europa de 1995.
Posteriormente, en 2009, la calle Tres de Agosto de Zaragoza fue renombrada como Calle de Mohamed Ali Amar Nayim.

## Clubes
| Club              | País       | Año       |
| ----------------- | ---------- | --------- |
| F. C. Barcelona   | España     | 1986-1988 |
| Tottenham Hotspur | Inglaterra | 1988-1993 |
| Real Zaragoza     | España     | 1993-1997 |
| C. D. Logroñés    | España     | 1997-1999 |

## Palmarés

### Campeonatos nacionales
| Título       | Club          | País       | Año  |
| ------------ | ------------- | ---------- | ---- |
| Copa del Rey | FC Barcelona  | España     | 1988 |
| FA Cup       | Tottenham     | Inglaterra | 1991 |
| Copa del Rey | Real Zaragoza | España     | 1994 |

### Copas internacionales
| Título           | Club          | Sede  | Año  |
| ---------------- | ------------- | ----- | ---- |
| Recopa de Europa | Real Zaragoza | París | 1995 |